# 位置角

圖例說明通過望遠鏡的目鏡如何估計位置角；主星位於中心。

位置角是指过天球上一点的任意大圆与过该点的参考大圆所交的球面角，通常以英文縮寫表示為PA，是觀測聯星延伸出來的測量。它被定義為伴星相較於天球北極相對於中心恆星的偏移角度。
如圖例所示，如果某人觀測到一對假設的聯星位置角是135度，這意味著，在目鏡中畫一條從主星(P)到天球北極(NCP)的假想線，與伴星(S)偏離的角度NCP-P-S將會是135度。
當繪製聯星的軌道圖時，傳統上都將NCP線朝下繪製－就是北邊在下方－而位置角的測量是逆時針的，以0度至359度來度量。
同樣的，自行角(參見自行)有時也稱為位置角。
位置角的定義亦擴張適用至像是星系等，泛指天體的主軸與NCP線所形成的角度。

## 進階讀物
D. Scott Birney, Guillermo Gonzalez, David Oesper. . Cambridge University Press. 2007: 75  [2011-08-27]. ISBN 0521853702. （原始内容存档于2017-03-05）.

## 外部連結
- The Orbits of 150 Visual Binary Stars, by Dibon Smith (Accessed 2/26/06)（页面存档备份，存于）